# Rodney Mullen
John Rodney Mullen (ur. 17 sierpnia 1966) – amerykański zawodowy skateboarder, przedsiębiorca, wynalazca i mówca, który uprawia freestyle skateboarding i street skateboarding. Pochodzi z Gainesville na Florydzie. Jest powszechnie uważany za najbardziej wpływowego skatera ulicznego w historii tego sportu, z powodu wynalezienia wielu trików, w tym flatground ollie, kickflip, heelflip, impossible i 360-flip. W rezultacie został nazwany „ojcem chrzestnym jazdy na deskorolce ulicznej”.
Rodney Mullen wygrał swoje pierwsze mistrzostwa świata w deskorolce w wieku 14 lat; w ciągu następnej dekady wygrał 34 z 35 zawodów w stylu dowolnym, ustanawiając tym samym najbardziej udany bieg wyczynowy w historii sportu. W kolejnych latach przeszedł od freestyle skateboardingu do street skateboardingu, dostosowując swoje zgromadzone umiejętności obu technik i wymyślając lub rozwijając dodatkowe triki w tym procesie, takie jak slides primo, darkslides i casper slides.
Mullen pojawił się w ponad 20 filmach o deskorolce i jest współautorem autobiografii zatytułowanej The Mutt: How to Skateboard and Not Kill Yourself, wraz z pisarzem Seanem Mortimerem.

## Życiorys
W wieku 13 lat zaczął jeździć zawodowo dla firmy Powell Peralta: Bones Brigade. W 1988 r. wraz z członkami teamu Bones Brigade i Christianem Slaterem wystąpił w filmie Gleaming the Cube. Mullen występował też w następnych filmach Bones Brigade: The Bones Brigade Video Show, Bones Brigade Video II: Future-Primitive, Bones Brigade Video III: The Search for Animal Chin oraz Bones Brigade Video IV: Public Domain.
W latach 90. opuścił Powella Peraltę i dołączył do innej firmy skateboardowej, Plan-B. Przez dekadę poprawił on stronę techniczną swoich trików i przeszedł na streetskating. Występował także w wielu filmach Plan-B, min. The Questionable Video, Virtual Reality, czy Second Hand Smoke. W późnych latach 90. opuścił Plan-B i przeszedł do A-Team; wystąpił wtedy w serii filmów Rodney Mullen vs. Daewon Song.
Po zakończeniu działalności A-Team Mullen dołączył do firmy Enjoi Skateboards. W 2002 roku zdobył nagrodę Transworld Readers’ Choice Award dla Skatera Roku. Pod koniec 2002 roku Mullen opuścił Enjoi i stworzył nową firmę, Almost Skateboards. Oprócz Mullena w zespole znaleźli się Daewon Song, Ryan Sheckler, Chris Haslam, Greg Lutzka i Cooper Wilt. Firma wyprodukowała film ROUND THREE, który wyszedł we wrześniu 2004 roku.

## Wynalezione tricki
Mullenowi przypisuje się wynalezienie następujących tricków: 
- Godzilla rail flip (1979)
- 540 shove-it (1979)
- 50/50 Saran wrap (1979)
- 50/50 Casper (1980)
- Helipop (1980)
- Flatground ollie (1981)
- Gazelle flip (1981)
- No-handed 50/50 (1981)
- No-handed 50/50 kickflip
- Kick flip (1982)
- 540 double kickflip
- Heel flip (1982)
- Double heelflip
- Impossible (1982)
- Caballerial impossible
- Sidewinder (1983)
- 360 flip (1983)
- Switch 360 flip
- 360 pressure flip (1983)
- Casper 360 flip (1983)
- Half-cab kick flip (1983)
- 50/50 sidewinder (1983)
- One-footed ollie (1984)
- Backside flip (Backside 180 Kickflip) (1984)
- Ollie nosebone (1986)
- Ollie finger flip (1986)
- Ollie Airwalk (1986)
- Frontside heel flip shove-it (1988)
- Switchstance 360 flip (1990)
- Helipop heel flip (1990)
- Kick flip under flip (1992)
- Half-cab kickflip underflip (1992)
- Casper slide (1992)
- Half flip darkslide
- Handstand flips
- Primo grind-Primo slides
- Rusty slide

## Występy w grach wideo

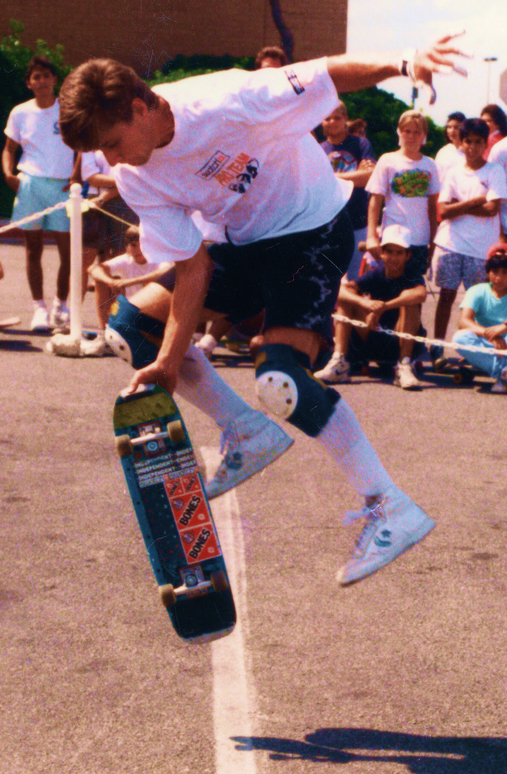
Rodney Mullen we wrześniu 1988 r.

Mullen pojawił się w różnych tytułach z serii Tony Hawk Pro Skater, w tym:

### Wideo/kinematyka
- Pro Skater 2
- Pro Skater 3
- Pro Skater 4
- Underground
- Underground 2
- American Wasteland
- American Wasteland (Collector’s Edition)
- Project 8
- Proving Ground
- Ride
- Pro Skater HD
- Pro Skater 1 + 2

### Audio
| Tytuł                                       | Rola       |
| ------------------------------------------- | ---------- |
| Tom Clancy’s Ghost Recon: Breakpoint (2019) | Jace Skell |
| Tony Hawk’s American Sk8land (2005)         | Skater     |
| Tony Hawk’s Underground 2: Remix (2005)     | Skater     |

## Filmografia
| Rok  | Tytuł                                        | Rola          | Notatki                                                    |
| ---- | -------------------------------------------- | ------------- | ---------------------------------------------------------- |
| 2019 | Tom Clancy’s Ghost Recon Breakpoint          | Jace Skell    | Głos w grze wideo                                          |
| 2018 | Physics Girl (TV Mini Series Documentary)    | on sam        | Odcinek: Why this Skateboarding Trick Should be Impossible |
| 2017 | Dryvrs (TV Series Short)                     | Aktor         | Odcinek: Transfer of Power                                 |
| 2017 | Rodney Mullen: Liminal (Short)               | on sam        |                                                            |
| 2015 | Motivation 2: The Chris Cole Story           | on sam        | Dokument                                                   |
| 2013 | Secret Life of Walter Mitty                  | Kaskader      | Kaskader filmowy aktora Ben Stiller                        |
| 2012 | Waiting for Lightning                        |               |                                                            |
| 2012 | Bones Brigade an autobiography               |               |                                                            |
| 2010 | United by Fate 6                             |               |                                                            |
| 2009 | United by Fate 5                             | Aktor         |                                                            |
| 2008 | D.O.P.E. Death or Prison Eventually          |               | Dokument                                                   |
| 2008 | United by Fate 4                             |               |                                                            |
| 2008 | United by Fate 3                             |               |                                                            |
| 2008 | Fallen Idols aka dope                        |               | Dokument                                                   |
| 2007 | John from Cincinnati (TV Series)             | Aktor         |                                                            |
| 2007 | Tony Hawk Proving Ground                     |               |                                                            |
| 2007 | United by Fate 2                             |               |                                                            |
| 2007 | The Man Who Souled the World                 |               |                                                            |
| 2007 | United by Fate                               |               |                                                            |
| 2007 | John from Cincinnati                         | Kaskader      | Episode 10                                                 |
| 2006 | Tony Hawk’s Project 8                        |               |                                                            |
| 2005 | Cut Masters                                  |               |                                                            |
| 2005 | The Globe World Cup Skateboarding (TV Movie) | Narrator      |                                                            |
| 2004 | Almost: Round Three-The Almost Video         | Aktor         |                                                            |
| 2004 | Hangin With ... Rodney Mullen                |               |                                                            |
| 2004 | Tony Hawk Underground 2                      | on sam + głos | Seria gier wideo                                           |
| 2003 | Tony Hawk Underground                        |               | Seria gier wideo                                           |
| 2002 | Rodney Mullen: From the Ground up            |               | Dokument                                                   |
| 2002 | Tony Hawk Pro Skater 4                       |               | Seria gier wideo                                           |
| 2001 | Opinion: To Each His Own                     |               |                                                            |
| 2001 | Tony Hawk Pro Skater 3                       |               | Seria gier wideo                                           |
| 2000 | Tony Hawk Pro Skater 2                       |               | Seria gier wideo                                           |
| 1999 | Rodney Mullen VS Daewon Song: Round 2        |               |                                                            |
| 1998 | Canvas: The Skateboarding Documentary        |               |                                                            |
| 1997 | Rodney Mullen VS Daewon Song: Round 1        |               |                                                            |
| 1993 | Virtual Reality                              |               | Wideo                                                      |
| 1989 | Thrashin                                     | Kaskader      |                                                            |
| 1989 | Gleaming the Cube                            | Kaskader      | Kaskader filmowy aktora Christian Slater                   |
| 1988 | Hot Splash                                   |               |                                                            |
| 1987 | The Search for Animal Chin                   |               |                                                            |

## Uhonorowanie
W 2021 roku na jego cześć nazwano nowy gatunek owada z rzędu błonkówek Dipara rodneymulleni.